# マリー (ブロワ女伯)
マリー・ダヴェーヌ（フランス語: Marie d'Avesnes, comtesse de Blois, 1200年 - 1241年）は、ブロワ女伯である。アヴェーヌのブシャール4世とフランドル女伯マルグリット2世の娘として生まれた。

## 生涯
マリー・ダヴェーヌは1200年に誕生した。父はアヴェーヌのブシャール4世、母はフランドル女伯マルグリット2世である。1226年、マリーはサン＝ポル伯ユーグ1世と結婚した。この結婚により、彼女はブロワ伯領の共同統治者となった。

## ブロワ伯領の継承
ブロワ伯領は、マリーの夫であるユーグ1世が1226年に死去した後、その息子のユーグ2世が継承した。しかし、ユーグ2世は若くして死去したため、ブロワ伯領はマリーが女伯として単独で統治することとなった。彼女の統治期間中、ブロワ伯領は比較的安定していたとされる。

## 子孫
マリー・ダヴェーヌとサン＝ポル伯ユーグ1世の間には以下の子供がいた。
- ユーグ2世（？ - 1241年）: ブロワ伯
- マリー・ド・シャティヨン（生没年不詳）: ブルゴーニュ公ユーグ4世と結婚

マリー・ダヴェーヌは1241年に死去した。彼女の死後、ブロワ伯領は娘のマリー・ド・シャティヨンが継承し、その後はシャティヨン家の支配下に入った。